# شلمنقة
شلمنقة (بالإسبانية: Salamanca، تنطق: "سَلَمَنْكَا") هي مدينة تقع في مقاطعة قشتالة وليون في وسط شمال إسبانيا. يبلغ عدد سكانها حوالي 160,000 نسمة.

## المناخ
يظهر الجدول التالي التغييرات المناخية على مدار السنة لشلمنقة:
| البيانات المناخية لـسلامنكا                                      | البيانات المناخية لـسلامنكا | البيانات المناخية لـسلامنكا | البيانات المناخية لـسلامنكا | البيانات المناخية لـسلامنكا | البيانات المناخية لـسلامنكا | البيانات المناخية لـسلامنكا | البيانات المناخية لـسلامنكا | البيانات المناخية لـسلامنكا | البيانات المناخية لـسلامنكا | البيانات المناخية لـسلامنكا | البيانات المناخية لـسلامنكا | البيانات المناخية لـسلامنكا | البيانات المناخية لـسلامنكا |
| الشهر                                                            | يناير                       | فبراير                      | مارس                        | أبريل                       | مايو                        | يونيو                       | يوليو                       | أغسطس                       | سبتمبر                      | أكتوبر                      | نوفمبر                      | ديسمبر                      | المعدل السنوي               |
| ---------------------------------------------------------------- | --------------------------- | --------------------------- | --------------------------- | --------------------------- | --------------------------- | --------------------------- | --------------------------- | --------------------------- | --------------------------- | --------------------------- | --------------------------- | --------------------------- | --------------------------- |
| الدرجة القصوى °م (°ف)                                            | 19.8 (67.6)                 | 25.0 (77.0)                 | 25.8 (78.4)                 | 31.0 (87.8)                 | 34.5 (94.1)                 | 38.6 (101.5)                | 39.8 (103.6)                | 41.0 (105.8)                | 39.0 (102.2)                | 31.0 (87.8)                 | 24.8 (76.6)                 | 19.7 (67.5)                 | 41.0 (105.8)                |
| متوسط درجة الحرارة الكبرى °م (°ف)                                | 8.6 (47.5)                  | 11.2 (52.2)                 | 14.9 (58.8)                 | 16.5 (61.7)                 | 20.6 (69.1)                 | 26.6 (79.9)                 | 30.0 (86.0)                 | 29.5 (85.1)                 | 25.1 (77.2)                 | 18.9 (66.0)                 | 12.8 (55.0)                 | 9.4 (48.9)                  | 18.7 (65.7)                 |
| المتوسط اليومي °م (°ف)                                           | 4.0 (39.2)                  | 5.5 (41.9)                  | 8.3 (46.9)                  | 10.1 (50.2)                 | 14.0 (57.2)                 | 18.8 (65.8)                 | 21.5 (70.7)                 | 21.1 (70.0)                 | 17.6 (63.7)                 | 12.6 (54.7)                 | 7.9 (46.2)                  | 4.9 (40.8)                  | 12.2 (54.0)                 |
| متوسط درجة الحرارة الصغرى °م (°ف)                                | −0.7 (30.7)                 | −0.2 (31.6)                 | 1.7 (35.1)                  | 3.8 (38.8)                  | 7.3 (45.1)                  | 11.0 (51.8)                 | 12.9 (55.2)                 | 12.6 (54.7)                 | 10.0 (50.0)                 | 6.4 (43.5)                  | 2.4 (36.3)                  | 0.4 (32.7)                  | 5.6 (42.1)                  |
| أدنى درجة حرارة °م (°ف)                                          | −15.6 (3.9)                 | −20.0 (−4.0)                | −9.0 (15.8)                 | −5.5 (22.1)                 | −2.3 (27.9)                 | 2.0 (35.6)                  | 5.0 (41.0)                  | 4.5 (40.1)                  | 0.4 (32.7)                  | −4.7 (23.5)                 | −10.6 (12.9)                | −12.0 (10.4)                | −20.0 (−4.0)                |
| الهطول مم (إنش)                                                  | 30 (1.2)                    | 25 (1.0)                    | 21 (0.8)                    | 38 (1.5)                    | 47 (1.9)                    | 29 (1.1)                    | 11 (0.4)                    | 12 (0.5)                    | 32 (1.3)                    | 46 (1.8)                    | 40 (1.6)                    | 42 (1.7)                    | 372 (14.6)                  |
| متوسط أيام هطول الأمطار                                          | 6                           | 5                           | 5                           | 7                           | 8                           | 4                           | 2                           | 2                           | 4                           | 7                           | 7                           | 7                           | 64                          |
| متوسط الأيام المثلجة                                             | 2                           | 2                           | 1                           | 1                           | 0                           | 0                           | 0                           | 0                           | 0                           | 0                           | 1                           | 1                           | 7                           |
| متوسط الرطوبة النسبية (%)                                        | 82                          | 73                          | 63                          | 62                          | 59                          | 52                          | 47                          | 51                          | 59                          | 71                          | 79                          | 83                          | 65                          |
| ساعات سطوع الشمس الشهرية                                         | 118                         | 154                         | 211                         | 224                         | 265                         | 317                         | 358                         | 330                         | 251                         | 183                         | 130                         | 104                         | 2٬667                       |
| المصدر: Agencia Española de Meteorología (1981-2010 climatology) |                             |                             |                             |                             |                             |                             |                             |                             |                             |                             |                             |                             |                             |

## تاريخ
كانت المدينة ساحة لمعركة شلمنقة يوم 22 يوليو 1812 م خلال حَرب الأستقلال الإسبانية أثناء فترة الحُروب النابليونية.

## توأمة
لسلامنكا (إسبانيا) اتفاقيات توأمة مع كل من:
- قلمرية
- نيم
- فورتسبورغ (1980 - )
- بروج
- بوينس آيرس
- لاس بالماس دي غران كناريا

## أعلام
- فرانثيسكو دي فيتوريا
- فرانسيسكو فاسكويز دي كورونادو
- ألفونسو الحادي عشر
- أوسكار غونزاليس
- ميجيل دي أونامونو
- خوسيه ماريا جيل روبلز
- يان مارتل
- وندل ستانلي
- خوسيه دي أكوستا
- خوان، أمير أستورياس

## انظر ايضاً
- مواقع التراث العالمي في إسبانيا
- موقع أتابويركا التاريخي